# Victor Mihăilescu-Craiu

Autoportret

Mormântul lui Victor Mihăilescu-Craiu de la Cimitirul Eternitatea din Iaşi.

Victor Mihăilescu-Craiu (n. 1 ianuarie 1908, Belcești, Iași – d. 23 decembrie 1981, Iași) a fost un pictor român.

## Biografie
Victor Mihăilescu Craiu s-a născut la Ciorani-Belcești, fiind primul fiu al lui Ernest și al Elenei. Elena, mama pictorului era, din Belcești și provenea dintr-o familie înstărită, tatăl ei fiind o vreme primarul comunei. Ernest Mihăilescu Craiu, tatăl pictorului, era originar din Războieni-Neamț și s-a stabilit apoi la Belcești.
În 1914 a fost adus de părinți la Iași, unde a urmat școala primară și studiile secundare la Seminarul pedagogic universitar.
După absolvirea Liceului Național din Iași, Victor a urmat cursurile Facultății de Drept și Filosofie din Iași, între 1929 și 1933. În aceeași perioadă, a frecventat Academia de Arte Frumoase din Iași, unde a urmat cursurile profesorilor Nicolae Tonitza și Ștefan Dimitrescu. A absolvit Academia în 1934, an în care a debutat oficial, la Salonul Moldovei.
A lucrat ca profesor secundar de desen și profesor de caligrafie la Liceul Comercial din Iași (1943-1944), la Liceul Comercial din Brașov (1944-1945), la Liceul Vasile Alecsandri din Galați (1945-1947), la Școala Urbană de Gospodărie din Iași, la Prejmer.
În 1943 a fost acceptat ca membru în Corpul artiștilor plastici din România.

## Opera
A fost în special peisajist, uleiurile, guașele și acuarelele sale oglindind, preponderent, mediul înconjurător, frumusețile naturii, aspecte vechi și noi din Iași: „Peisaj de toamnă”, „În amurg”, „Iarna pe uliță”, „Iarna la Țicău”, „Biserica Trei Ierarhi”, „Palatul Culturii”, „Din vechiul Iași”, „Pe Sărărie”, „Iașul nou”, „Flori de toamnă”, „Ulcele cu trandafiri”.
La Muzeul Științei și Tehnicii „Ștefan Procopiu” din Iași este expus portretul lui Ștefan Procopiu, inclus în lista de Bunuri culturale mobile clasate în Patrimoniul Cultural Național.
Într-o convorbire cu Petru Comarnescu, apărută în revista „Arta Plastică” din 1958, Craiu explica metoda sa de lucru:
În ceea ce mă privește, când lucrez compoziții și portrete, ca și atunci când fac peisaje, mai întâi studiez în guașă motivele. Nu întrebuințez niciodată cărbunele. Fac studii după oameni pe care-i observ sau care îmi pozează. Caut să desenez profund chipul sau figura, precum și legăturile dintre personaje, așa ca să redau mișcarea. Fără mișcare, expresia se împuținează. Când studiez un personaj iau parte cu parte din expresie, apoi îi dau o ținută unitar picturală și caut un aranjament decorativ. Apăs pe anumite trăsături care mi se par grăitoare, mai definitorii. Mă străduiesc să respect structura prin desen, dar printr-un desen în culoare, din pastă, iar nu liniar. Desenez numai prin culoare, căci altfel n-aș fi pictor.

## Expoziții personale
Între 1942 și 1944 a participat la Salonul Oficial. În 1975, i-a fost organizată o retrospectivă în București, la Sala Dalles. În 1982, la un an de la decesul său, Muzeul de Artă din Iași i-a organizat o amplă retrospectivă prezentând o peste 200 de lucrări. În 2009, Galeria Dana din Iași i-a organizat o Expoziție retrospectivă.

## Expoziții de grup
A participat la numeroase expoziții anuale, republicane, interregionale: 1960, 1961 Muzeul de Artă Iași, 1968, 1972,1976, 1977, Sala Victoria Iași.

## Premii
- 1967 – Ordinul „Meritul Cultural” clasa a IV-a „pentru merite deosebite în opera de construire a socialismului, cu prilejul celei de-a XX-a aniversări a proclamării Republicii”[11][7]
- 1967 – Premiul UAP din România[7]
- 1968 – Ordinul „Meritul Cultural” clasa a III-a „pentru activitate deosebită în domeniul artelor plastice”[12]
- 1972 – Ordinul „Meritul Cultural” clasa a II-a „pentru merite deosebite în opera de construire a socialismului, cu prilejul aniversării a 25 de ani de la proclamarea Republicii”[13]

## Sfârșitul
A fost înmormântat la Cimitirul Eternitatea din Iași.

## Publicații
- Victor Mihăilescu-Craiu, Expoziția retrospectivă (Victor Mihăilescu-Craiu), 24 pagini, 1975
- Claudiu Paradais, Victor Mihăilescu-Craiu, monografie, 39 pagini cu ilustrații, București, Editura Meridiane, 1984